# Sufyan al-Assamm
Sufyan ibn al-Àbrad al-Kalbí al-Assamm, més conegut simplement com a Sufyan al-Assamm fou un general musulmà del segle vii.
Va dirigir diverses campanyes contra els kharigites entre les quals les principals foren les del 697 i del 698. En aquesta darrera va aconseguir derrotar i matar el cap kharigita azraquita Qatarí ibn al-Fujaa.